# Philipp König (Orgelbauer)

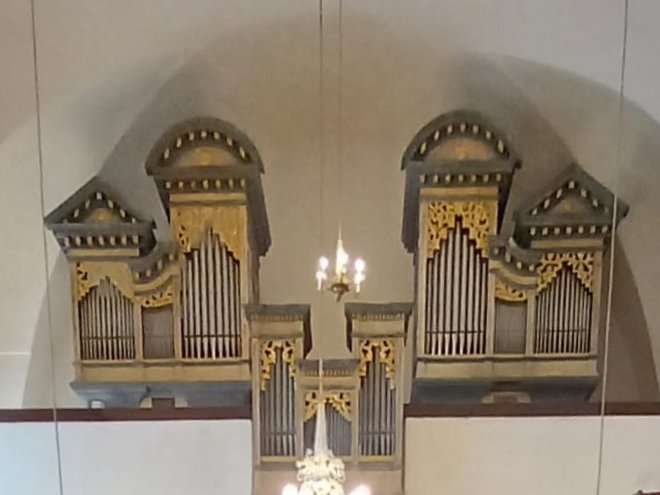
Pfarrkirche Donnerskirchen

Philipp König (* 1781; † 1852 in Sopron (Ödenburg)) war ein altösterreichischer Orgelbauer in Sopron (Ödenburg).

## Leben
P. König erlernte den Orgelbau in Wien, möglicherweise bei Franz Xaver Christoph, übernahm anfangs auch dessen Gestaltung der Orgelspieltische und betrieb von 1810 bis 1852 eine Werkstätte in Sopron (Ödenburg). Von ihm sind zahlreiche Orgeln im Burgenland dokumentiert.

## Werkliste
| Jahr | Ort                       | Gebäude                               | Bild | Manuale | Register | Bemerkungen                                                                           |
| ---- | ------------------------- | ------------------------------------- | ---- | ------- | -------- | ------------------------------------------------------------------------------------- |
| 1810 | Eisenstadt                | Franziskanerkirche                    |      | I/P     | 7        | [ 1 ]                                                                                 |
| 1812 | Purbach am Neusiedler See | Pfarrkirche Purbach am Neusiedler See |      | I/P     | 10       | Umbauarbeiten an der Orgel aus 1766 von Johann Rath/Sopron                            |
| 1814 | Mörbisch am See           | Christuskirche (Mörbisch am See)      |      | I/P     | 8        | nicht erhalten, Orgel aus 1985 von Gebrüder Krenn                                     |
| 1816 | Unterrabnitz              | Pfarrkirche Unterrabnitz              |      | I/P     | 8        | nicht erhalten, Orgel aus 1910 der Gebrüder Rieger                                    |
| 1820 | Deutschkreutz             | Pfarrkirche Deutschkreutz             |      | II/P    | 15       | nur Positivgehäuse erhalten, Hauptgehäuse stilgemäß rekonstruiert von Herbert Gollini |
| 1837 | Donnerskirchen            | Pfarrkirche Donnerskirchen            |      | II/P    | 15       | [ 5 ]                                                                                 |
| 1839 | Unterfrauenhaid           | Wallfahrtskirche                      |      | I/P     | 8        | [ 6 ]                                                                                 |
| 1847 | Unterloisdorf             | Filialkirche Unterloisdorf            |      | I/P     | 10       | [ 7 ]                                                                                 |